# Iglesia de San Pedro y San Pablo (Ademuz)
La iglesia arciprestal de San Pedro y San Pablo es un templo de culto católico bajo la advocación conjunta de San Pedro y San Pablo en la localidad de Ademuz, en la provincia de Valencia, Comunidad Autónoma Valenciana, España. Era la iglesia matriz del Arciprestazgo de Ademuz, incluido dentro del Arzobispado de Valencia desde 1960, pues con anterioridad y desde su erección en 1534 había pertenecido al Obispado de Segorbe. En 2014 pertenece al Arciprestazgo 19 San Antonio Abad.
Este edificio, erigido en el siglo XVII en estilo barroco, se construyó para reemplazar a la antigua iglesia parroquial de San Pedro Intramuros o del Castillo, que había quedado obsoleta a finales del siglo XVI. La vieja parroquial de San Pedro Intramuros fue finalmente destruida por el pavoroso terremoto ocurrido el 7 de junio de 1656, suceso en el que también se perdieron otros edificios importantes de la villa como el castillo o la Casa de la Villa.
Es Bien de Relevancia Local con identificador número 46.09.001-001.

## Historia
La Iglesia Arciprestal de San Pedro y San Pablo de Ademuz es el templo de mayores dimensiones de la comarca del Rincón de Ademuz y también el edificio barroco de mayor coherencia estilística en ese ámbito geográfico, pues fue erigido a lo largo de los últimos 75 años del siglo XVII.
Ya en el año 1600 se aborda la construcción de un nuevo templo parroquial para Ademuz, destinado a sustituir a la vieja iglesia de San Pedro Intramuros, situada al abrigo del castillo, en un lugar de dificultoso acceso para los parroquianos. La nueva iglesia parroquial de san Pedro y san Pablo fue consagrada el 20 de noviembre de 1644, si bien no fue finalizada completamente hasta la última década de ese siglo.
Erigida de nueva planta desde 1626, en que se firman las capitulaciones con Pedro de Ambuesa, arquitecto que intervino en la obra del monasterio jerónimo de San Miguel de los Reyes de Valencia. Su construcción se prolongaría todo el siglo XVII con la intervención de otros artífices vinculados también a la obra jerónima de la capital del Turia.
La reforma barroca de finales del siglo XVII es obra del arquitecto Juan Pérez Castiel, introductor del barroco en Valencia, nacido en Cascante , una población cercana. En 1689 otorga carta de poder al bayle (alcalde) de Ademuz para que lo represente en juicios.
Si el siglo XVII fue el de la construcción del edificio, el siglo XVIII se aplicó en dotar de retablos y de patrimonio mueble las nuevas capillas y altares. También la vida parroquial tuvo su época de apogeo en esa última centuria, durante la cual llegó a acoger, además del rector-arcipreste, doce curas beneficiados que ocupaban otros tantos beneficios eclesiásticos en sus capillas.
El año 2008, para la celebración del Año Paulino (hasta junio de 2009) en el bimilenario del nacimiento del apóstol San Pablo, fue declarado por el Arzobispo de Valencia Templo jubilar, otorgando indulgencias a aquellos creyentes que peregrinaran a este templo y participasen en la santa misa y demás requisitos (confesión, oración por el romano pontífice, Credo, etc.) así como en la Catedral y otros templos de la archidiócesis, como las colegiatas y las iglesias cuyo titular fuera el santo apóstol: la Iglesia Arciprestal de Ademuz es una de las dos que existen en la mitra valentina bajo esta advocación.

## Descripción
El templo tiene planta rectangular, de nave única, y ocho capillas laterales entre contrafuertes. Una novena capilla lateral con cúpula se sitúa al lado del presbiterio. Posee coro, sacristía y antesacristía.
Fue construido de cantería, con piedra caliza local, en su basamento y algunos elementos interiores como púlpitos y partes bajas. El resto del edificio es de mampostería.

### Exterior
Del exterior del edificio destacan sus dos portadas. La portada lateral se sitúa en el lado de la Epístola. Es la más utilizada, pues preside la populosa Plaza del Rabal de Ademuz. A ella se accede a través de una doble escalinata, de cantería y con pretil apilastrado, que corresponde a los momentos de construcción del templo. Sin embargo, la fachada propiamente dicha es del siglo XIX.
La otra portada, la principal, a los pies del templo, aparece flanqueada por un par de columnas toscanas sobre pedestales, presentando pinturas de san Roque, san Pedro y santa Bárbara en su parte superior, santos de gran devoción en la villa.
La torre-campanario se acabó de construir en el siglo XVIII y es de planta cuadrangular. Presenta tres cuerpos que alcanzan en total más de 40 metros de altura. El campanario se halla a los pies del templo, junto a la portada principal y queda integrado en ella, al lado del Evangelio.

### Interior
El interior consiste en una gran nave, articulada con pilastras gigantes de orden corintio y cubierta por una amplia bóveda de medio cañón de cinco tramos con lunetos. La nave queda flanqueada por nueve capillas laterales que se abren mediante arcos de medio punto entre las pilastras corintias.

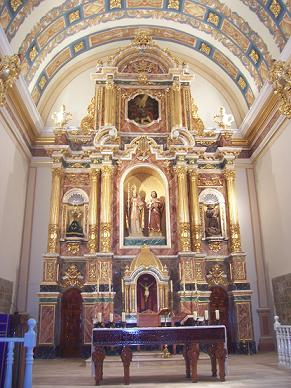
Retablo Mayor. Iglesia Arciprestal de San Pedro y San Pablo. Ademuz.

Destacan los altares realizados en madera (son los de Cristo, Sagrado Corazón y de la Inmaculada Concepción), así como la mesa del Altar Mayor (hecha de marquetería y patas de nogal tallado). Estos fueron realizados por el artesano local Antonio Corella, conocido como "tío Ronchingue", durante la última posguerra, pues los originales barrocos -incluido el Retablo Mayor- fueron destruidos en 1936.
Destaca el zócalo del presbiterio, realizado en cerámica valenciana del siglo XVIII y que representa los emblemas de San Pedro y San Pablo. En otras capillas también se conservan otros zócalos de cerámica antigua.
De todas las capillas destaca la de Santa Generosa, situada colateral al altar mayor, en el lado del Evangelio. Es un espacio muy atractivo, pues se cubre con la única cúpula que tiene la iglesia. Además sus muros están decorados con diversas pinturas parietales alusivas a la vida de la santa y a sus milagros en la villa de Ademuz, como el célebre Milagro del Herrero, acaecido en 1733. Aunque la Capilla de Santa Generosa acogió el cuerpo y reliquias de esta santa, el espacio también funcionó como Capilla de Comunión, de hecho hoy es conocida popularmente como Capilla del Santísimo.
Se han encontrado numerosos enterramientos en el interior del templo, muchos de ellos documentados.
La Sacristía Nueva es otro de los espacios interesantes de este templo, resultado de la ampliación dieciochesca de la pequeña sacristía original del siglo XVII. Conserva las cajoneras de nogal originales, así como un aguamanil de mármol de fina talla con los emblemas de San Pedro, llaves y mitra papal, en el remate.
La cancela de la puerta de los pies de la iglesia -la principal- es de lo mejor: una magnífica obra de carpintería que se encuentra entre las más destacadas del ámbito parroquial valenciano. También es destacable el coro volado, sobre la puerta lateral de la plaza del Rabal: aunque ha perdido la maquinaria de su órgano, conserva el cuidado trabajo de carpintería exterior.

## Obras artísticas
En la Sacristía Nueva se albergan las cajoneras originales y algunos frontales de altar provenientes de los antiguos retablos de las capillas laterales.
Entre el patrimonio mueble desaparecido que se conozca destaca el antiguo retablo de San Juan Bautista de la escuela de Maestro de Perea y la reliquia del Lignum Crucis
En la actualidad hay que destacar las diversas piezas de orfebrería existentes, como es la magnífica Custodia Grande de plata sobredorada, obra maestra de la platería valenciana del siglo XVIII, cuyos detalles de fundición se deben al escultor valenciano José Esteve Bonet. El hisopo del siglo XVI, el incensario, y la naveta del siglo XVIII son otras piezas destacables.
Una de las obras más representativas que conserva la Sacristía Nueva de la Iglesia Arciprestal de San Pedro y San Pablo es la tabla de la escuela valenciana, de influencia flamenca, realizada por Bertomeu Baró y que representa a la Virgen de la Leche con donante, pintada hacia 1460.

## Personas destacadas
- José Ríos, escritor y anticuario del siglo XVIII.
- Vicente Español, destacado rector parroquial en la mitad del siglo XVIII.
- Eusebio Cañas, escritor y traductor jesuita del siglo XVIII.
- Blas Mañes Palomar (Alcublas-Valencia, 1869-La Huérguina-Cuenca,1936), rector de la Arciprestal de Ademuz, fusilado en 1936.